# Palthis asopialis
Palthis asopialis là một loài bướm đêm thuộc họ Noctuidae. Nó được tìm thấy ở Bắc Mỹ, từ Florida phía bắc đến Ontario và phía tây đến Texas.
Sải cánh dài 19–23 mm. Con trưởng thành bay in từ tháng 1 đến tháng 10 tùy theo địa điểm. There are at least two generations đông bắc. There are more generations in the south.
Recorded food plants include Bidens và lá đậu, ngô và sồi.